# Tour de Rio Marina
La Tour de Rio Marina (en italien : Torre di Rio Marina ou La Torraccia), est une ancienne tour côtière située dans la partie sud de la plage de Rio Marina, dans la province de Livourne en Toscane,.

## Historique
La tour est attestée par de rares sources documentaires, mais sa construction est due au prince Jacopo V Appiano (it), comme on peut le lire dans une épigraphe incomplète en marbre murée à l'extérieur du bâtiment : « IACOB. V. ARAG. APP. […] AD PROPULSAM […] ». Sa construction découle de la nécessité de défendre les gisements de minerai de fer provenant de la mine Rio Marina au-dessus. La structure, réalisée en pierre locale et enduite à l'extérieur, a un plan hexagonal. En 1882, à l'occasion de la naissance de la municipalité de Rio Marina, une tour au sommet a été construite avec une horloge. À une courte distance, au sud, se trouvait la batterie reliée à la tour. La tour a été récemment restaurée et accueille des activités culturelles.

## Galerie

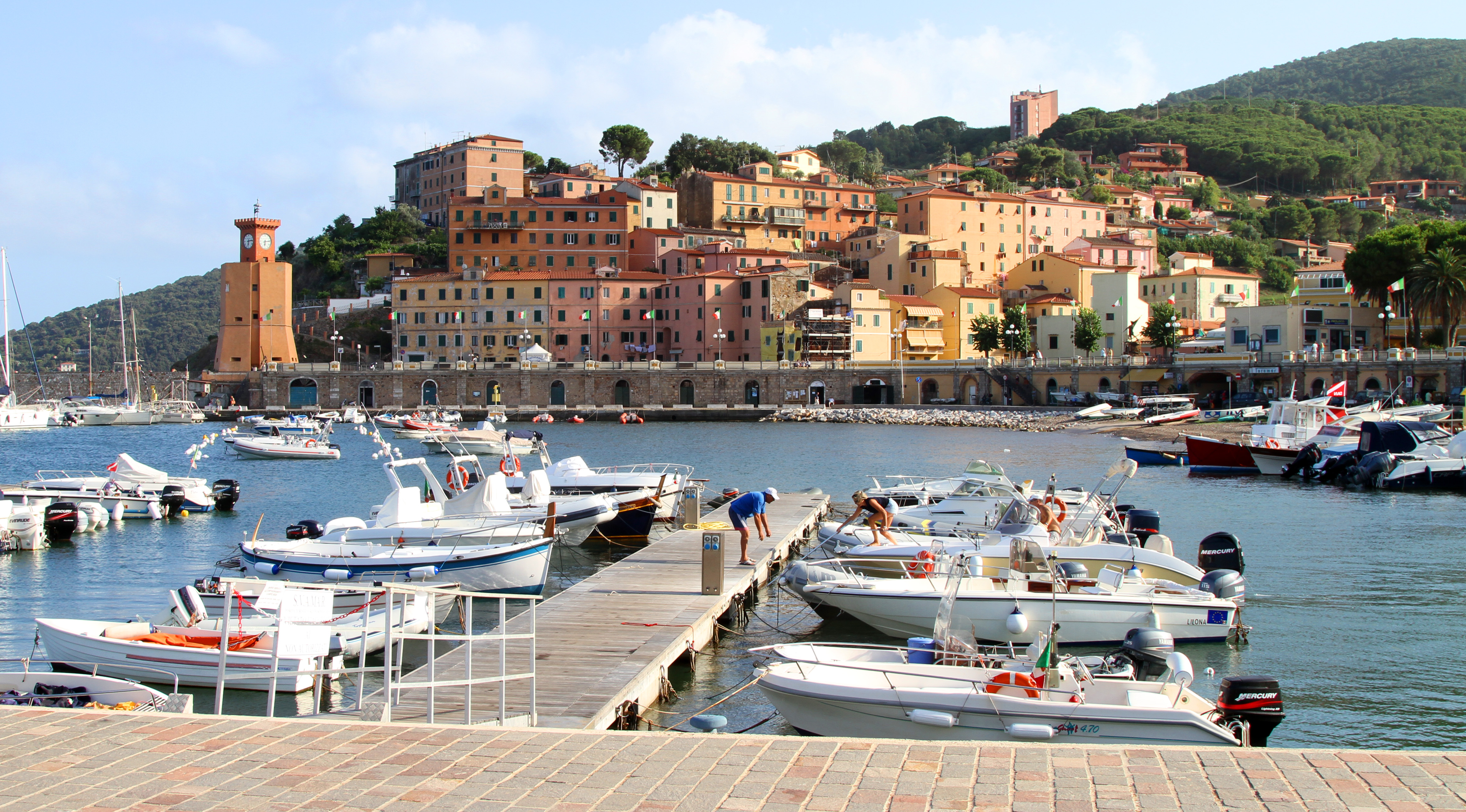